# Insenatura di Revelle
L'insenatura di Revelle è un'insenatura ricoperta di ghiaccio, lunga circa 33 km, in direzione est-ovest, e larga circa 50 km alla bocca, situata sulla costa di Wilkins, nella parte orientale della Terra di Palmer, in Antartide. L'insenatura si estende in particolare da capo Agassiz, la punta più orientale della penisola Hollick-Kenyon, a nord, a capo Keeler, a sud, nell'estremità settentrionale della suddetta costa.
All'interno dell'insenatura, le cui acque sono ricoperte dalla piattaforma glaciale Larsen C, si gettano diversi ghiacciai, il cui flusso va ad alimentare la sopraccitata piattaforma.

## Storia
L'insenatura di Revelle è stata scoperta da alcuni membri del Programma Antartico degli Stati Uniti d'America di stanza alla base Est durante una ricognizione aerea svolta nel dicembre 1940; nel 1947 essa è stata poi nuovamente fotografata nel corso della spedizione antartica svolta nel 1947-48 al comando di Finn Rønne, i cui membri la battezzarono in con il suo attuale nome in onore di Roger Revelle, un oceanografo dell'istituto oceanografico Scripps, che funse ad assistente tecnico durante la messa a punto della sopraccitata spedizione Ronne.